# 埃斯孔多
埃斯孔多（法語：Escondeaux，法語發音：[ɛskɔ̃do]）是法国上比利牛斯省的一个市镇，位于该省西北部，属于塔布区。

## 地理
埃斯孔多（43°20'23"N, 0°7'47"E）面积3.79 平方千米，位于法国奧克西塔尼大區上比利牛斯省，该省份为法国西南部内陆省份，北至热尔省，西接大西洋比利牛斯省，南与西班牙接壤，东临上加龙省。
与埃斯孔多接壤的市镇（或旧市镇、城区）包括：比戈尔地区拉巴斯唐斯、巴济亚克、杜尔斯、拉卡萨涅、莱斯屈里、托斯塔、希镇。

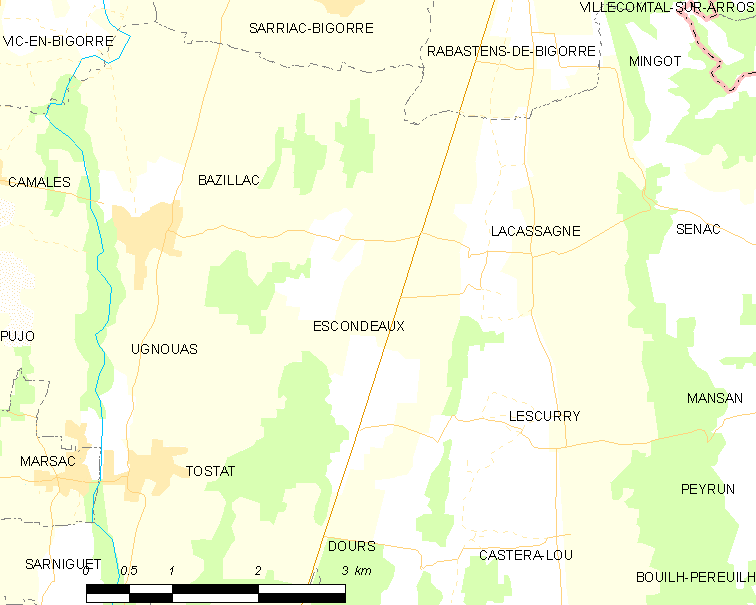
埃斯孔多的OSM定位图

埃斯孔多的时区为UTC+01:00、UTC+02:00（夏令时）。

## 行政
埃斯孔多的邮政编码为65140，INSEE市镇编码为65161。

## 政治
埃斯孔多所属的省级选区为阿杜尔河谷-吕斯唐-马迪拉奈县。

## 人口

1962-2008年间埃斯孔多人口变化图示

埃斯孔多于2022年1月1日时的人口数量为281人。